# 데블 앤 미스 존스
《데블 앤 미스 존스》(The Devil And Miss Jones)는 미국에서 제작된 샘 우드 감독의 1941년 영화이다. 진 아서 등이 주연으로 출연하였고 프랭크 로스 등이 제작에 참여하였다.

## 출연

### 주연
- 진 아서
- 로버트 커밍스

### 조연
- 찰스 코번
- 에드먼드 그웬
- 스프링 바잉톤
- S.Z. 사칼
- 윌리엄 드마레스트
- 월터 킹스포드
- 몬타구 러브
- 리처드 칼
- 찰스 월드론
- 에드윈 맥스웰
- 로버트 에멧 킨
- 플로렌스 베이츠
- 찰스 어윈
- 맷 맥휴
- 줄리 워렌
- 레지스 투미
- 팻 모리어리티

## 기타
- 협력프로듀서: 노먼 크라스너
- 미술: 윌리엄 카메론 멘지스
- 의상: 아이린